# Marion Gierden-Jülich
Marion Gierden-Jülich (früher Marion Thielenhaus) (* 24. Juni 1951 in Köln) ist eine deutsche politische Beamtin. Sie war von 2005 bis 2010 Staatssekretärin im Ministerium für Generationen, Familie, Frauen und Integration des Landes Nordrhein-Westfalen.

## Leben und Beruf
Gierden-Jülich besuchte das Irmgardis-Gymnasium in Köln-Bayenthal und studierte nach ihrem Abitur 1969 Geschichte, Französisch, Spanisch und Pädagogik in Paris und Köln. Anschließend promovierte sie 1982 am Lehrstuhl von Andreas Hillgruber an der Universität zu Köln.
Nach kurzer Beschäftigung im Schuldienst und freiberuflicher Tätigkeit wurde Gierden-Jülich 1985 Referentin im Bundesministerium für Jugend, Familie und Gesundheit. Von dort wechselte sie zur CDU/CSU-Bundestagsfraktion und wurde Büroleiterin der stellvertretenden Fraktionsvorsitzenden Roswitha Verhülsdonk. Als diese zur parlamentarischen Staatssekretärin ernannt wurde, nahm sie Gierden-Jülich als persönliche Referentin mit ins Bundesministerium für Familie und Senioren. Im 1994 wieder zusammengefassten Bundesministerium für Familie, Senioren, Frauen und Jugend wurde Gierden-Jülich dann Referatsleiterin und später Abteilungsleiterin. Vor ihrer Ernennung zur Staatssekretärin leitete sie die Unterabteilung Familie, Wohlfahrtspflege, Bürgerschaftliches Engagement.
Von Anfang Juni bis Anfang Dezember 2022 war Gierden-Jülich vom Land NRW ernanntes Mitglied der Unabhängigen Aufarbeitungskommission zur Aufarbeitung von sexualisierter Gewalt im Erzbistum Köln. Sie verließ das Gremium, weil die Situation im Erzbistum „eine konstruktive und sachbezogene Auseinandersetzung im Aufarbeitungsprozess nahezu unmöglich“ mache.

## Persönliches
Marion Gierden-Jülich ist seit 2005  verheiratet mit dem damaligen CDU-Vorsitzenden von Euskirchen und ehemaligen Landtagsabgeordneten Urban-Josef Jülich. Ihr Vater ist Karlheinz Gierden.

## Politik
Von Juni 2005 bis zur Ablösung der Regierung Rüttgers durch die Regierung Kraft I im Juli 2010 war sie Staatssekretärin in dem von Armin Laschet (CDU) geführten Ministerium für Generationen, Familie, Frauen und Integration des Landes Nordrhein-Westfalen.
Am 6. November 2010 wurde sie in den erweiterten Vorstand der CDU Nordrhein-Westfalen gewählt.

## Schriften
- Marion Thielenhaus: Zwischen Anpassung und Widerstand. Deutsche Diplomaten 1938–1941. Die politischen Aktivitäten der Beamtengruppe um Ernst von Weizsäcker im Auswärtigen Amt. Schöningh, 2., durchges. Aufl. Paderborn 1985, ISBN 3-506-77467-0.